# 賓利Arnage
賓利Arnage（Bentley Arnage）是英國汽車公司賓利在1998年至2009年期間於克魯生產的一款大型豪華轎車。賓利Arnage於1998年春季推出，長5.4（213英寸），寬1.9（75英寸），整體重量超過2.5噸，曾是市面上動力最強和最快的四門轎車。2008年9月，賓利宣布將在2009年停產這款車型。

## 外部連結
- BentleyMotors.com （页面存档备份，存于） official international portal
- Bentley Motors UK （页面存档备份，存于）

1. ↑  . Autocar. 2018-06-14  [2019-04-30].